# Onthophagus kanyaayonus
Onthophagus kanyaayonus är en skalbaggsart som beskrevs av Masumoto 1992. Onthophagus kanyaayonus ingår i släktet Onthophagus och familjen bladhorningar. Inga underarter finns listade i Catalogue of Life.